# ليونيل مارتن
ليونيل مارتن (بالفرنسية: Lionel Martin)‏ هو عازف جاز فرنسي، ولد في 1974.